# Relations entre la Belgique et Chypre
Les relations entre la Belgique et Chypre sont les relations étrangères bilatérales de la Belgique et de Chypre, deux États membres de l'Union européenne.

## Histoire
Les relations entre les deux pays ont été établies en 1960.
L'ambassade de Chypre a Bruxelles a ouvert ses portes en 1971. L'ambassadeur était également accrédité auprès du Luxembourg, de la Suisse et de la Gambie.
Le 31 décembre 2016, l'ambassade de Chypre à Bruxelles a fermé et le nouvel ambassade compétent pour la Belgique est celui de La Haye,. Les raisons avancées par le ministère chypriote des Affaires étrangères sont notamment que l'ambassade était peu utilisé et que l'ensemble des demandes effectuées par la population (passeport biométrique, etc.) devait être traitée par les ambassades à Paris, La Haye ou Londres. La Représentation permanente de Chypre auprès de l'Union européenne est, de son côté, restée ouverte.

## Sources

## Compléments